# Chiesa di Santa Maria Maddalena (Groscavallo)
La chiesa di Santa Maria Maggiore è la parrocchiale di Groscavallo, in città metropolitana e arcidiocesi di Torino; fa parte del distretto pastorale Torino Nord.

## Storia
La primitiva cappella di Groscavallo, sorta nel Basso Medioevo, dipendeva dai monaci benedettini dell'abbazia di Santa Maria in Pulcherada.
Nel 1627 la chiesa fu riedificata per interessamento di Pietro Garino: di questo edificio si possiede una descrizione, redatta nel 1750 da don Giovanni Francesco Berardo.
Nel XIX secolo la struttura versava in pessime condizioni, tanto che se ne discusse il destino pure nella seduta del consiglio comunale avvenuta l'11 febbraio 1840; la situazione venne rilevata anche dall'arcivescovo Luigi Fransoni durante la sua visita pastorale del 1843.
La prima pietra della nuova parrocchiale fu posta nel 1845 su disegno dall'architetto Bertolotti; la costruzione, finanziata dal già menzionato arcivescovo Fransoni e dal re di Sardegna Carlo Alberto di Savoia, terminò nel 1851 e l'anno seguente fu celebrata la benedizione della chiesa. Due anni dopo venne realizzata una meridiana ad opera dei Robetti.
Negli anni settanta, per adattare la chiesa alle norme postconciliari, si provvide a realizzare il nuovo altare rivolto verso l'assemblea.

## Descrizione

### Esterno

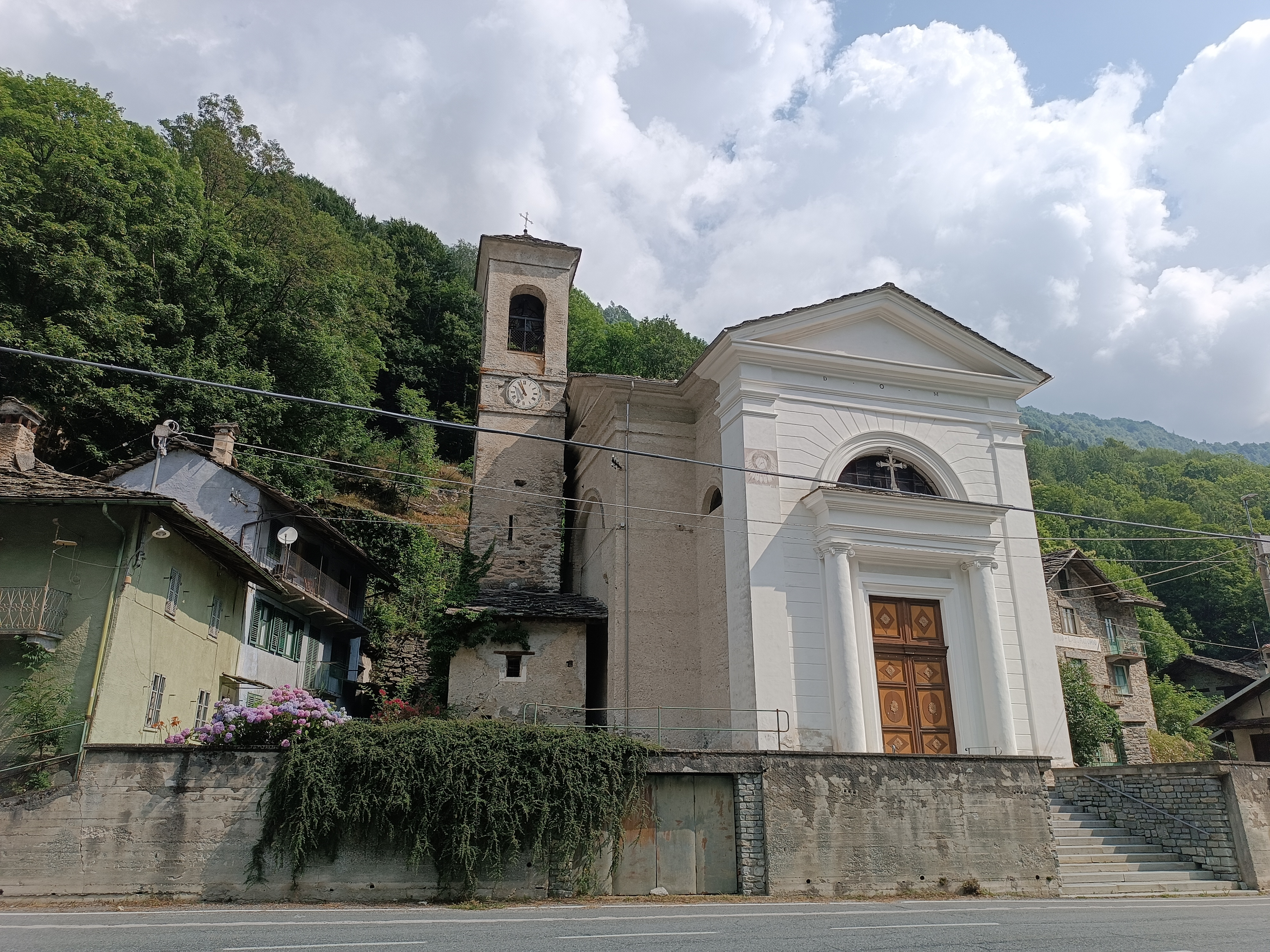
Veduta della chiesa parrocchiale

La facciata a capanna della chiesa, rivolta a mezzogiorno e intonacata, è scandita da due paraste doriche, sorreggenti il timpano triangolare, presenta centralmente il portale d'ingresso, affiancato da due semicolonne ioniche sopra le quali si imposta un architrave modanato, e una grande finestra a lunetta.
Annesso alla parrocchiale è il campanile a base quadrata, la cui cella presenta una monofora per lato ed è coperta dal tetto a quattro falde.

### Interno
L'interno dell'edificio si compone di un'unica navata, sulla quale si affacciano i corti bracci del transetto e la cui pareti sono abbellite da lesene sorreggenti la cornice sopra la quale si imposta la volta; al termine dell'aula si sviluppa il presbiterio, sopraelevato di due gradini e chiuso dall'abside di forma semicircolare.
Qui sono conservate diverse opere di pregio, tra le quali la pala con soggetto la Madonna, collocata sull'altare maggiore, l'affresco ritraente Maria Maddalena ai piedi di Gesù Nazareno, eseguito da Andrea Gastaldi nel 1867.